# Tornadizos de Ávila
Tornadizos de Ávila – gmina w Hiszpanii, w prowincji Ávila, w Kastylii i León, o powierzchni 95,47 km². W 2011 roku gmina liczyła 397 mieszkańców.